# Powiat de Działdowo
Le powiat de Działdowo (en polonais : powiat działdowski) est un territoire administratif du nord de la Pologne, en voïvodie de Varmie-Mazurie.

## Divisions administratives

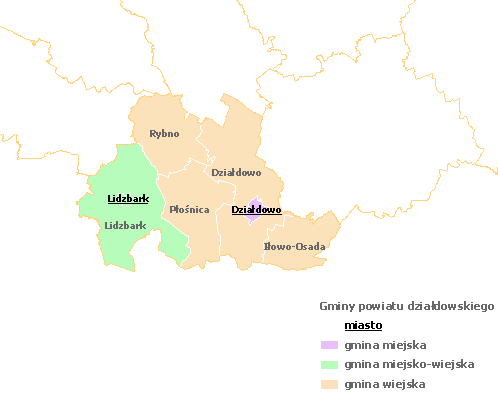
Carte du powiat (en polonais)

Le powiat est composé de 6 communes :
| Gmina                                   | Type         | Superficie (km²) | Population (2006) | Chef-lieu   |
| Działdowo                               | urbain       | 13,4             | 20 824            |             |
| Lidzbark                                | urbain-rural | 255,7            | 14 484            | Lidzbark    |
| Działdowo                               | rural        | 272,8            | 9 481             | Działdowo * |
| Rybno                                   | rural        | 147,5            | 7 258             | Rybno       |
| Iłowo-Osada                             | rural        | 103,8            | 7 167             | Iłowo-Osada |
| Płośnica                                | rural        | 163,1            | 5 896             | Płośnica    |
| * le chef-lieu est extérieur à la gmina |              |                  |                   |             |